# Satoru Asari
Satoru Asari (Saitama, 10 juni 1974) is een voormalig Japans voetballer.

## Clubcarrière
Satoru Asari speelde tussen 1997 en 2009 voor FC Tokyo.